# Аба I
Мар Аба I Великий (VI век — 552, Вех-Ардашир) — патриарх церкви Востока с резиденцией в Селевкии-Ктесифоне в 540−552 годах. При нём в церкви Востока стала использоваться анафора Феодора Мопсуестийского и Нестория помимо более древней из литургии Фаддея и Мария. Хотя его правление пришлось на период, когда христианам Месопотамии пришлось выносить тяготы римско-персидских войн, а правительства как государства Сасанидов, так и Византии пытались вмешиваться в дела церкви, оно считается периодом укрепления церкви Востока. Мар Аба I написал и перевёл большое число религиозных произведений. Аба является высоко почитаемым святым во всех современных церквях Востока, в его честь названа семинария в Сан-Диего, Калифорния. Его память почитается дважды в год — в седьмую пятницу после Богоявления и 28 февраля.
Будущий патриарх родился в зороастрийской семье в городе Хала в Месопотамии. До обращения в христианство служил секретарём у губернатора провинции Бет Гармай. Учился, а затем преподавал в Нисибинской школе, где приобрёл репутацию выдающегося учёного. Изучал греческий язык в Эдессе и перевёл (или участвовал в переводе) основных текстов Феодора и Нестория на сирийский язык. Его собственные труды включают комментарии к Библии, гомилии и синодальные послания. Ещё до избрания патриархом Аба приобрёл известность как сторонник Феодора Мопсуестийского. Вместе с Фомой Эдесским он посетил Палестину, затем Коринф и Константинополь, где о встрече с ним оставил свидетельство Козьма Индикоплов. Пребывание Абы в столице Византии датируется периодом между 525 и 533 годами, когда там находились и другие видные восточные богословы. В 532 году византийский император Юстиниан I, желая завершить спор о трёх главах, хотел организовать с ним встречу, однако Аба не принял приглашения.
Правление мара Абы I завершило 15-летний период раскола в церкви, когда в удалённых провинциях избиралось одновременно несколько враждующих епископов. Аба посетил районы конфликтов и добился примирения. В 544 году он созвал собор для утверждения формальной процедуры избрания патриарха. Однако уже избрание его преемника Иосифа (552−567), совершённое под давлением шахиншаха Хосрова I, прошло с нарушением принятых решений. На соборе был также принят символ веры, написанный лично Абой, отражающий, в частности, персидский характер церкви Востока.
Из-за своего отступничества от зороастризма и прозелитизма среди зороастрийцев, мар Аба подвергался преследованию со стороны Хосрова. Мар Аба был помещён под домашний арест, а затем отправлен в ссылку в Азербайджан. После 7 лет ссылки ему было позволено вернуться и продолжить осуществлять патриаршее служение до своей смерти в 552 году.